# Chadwick Tolman

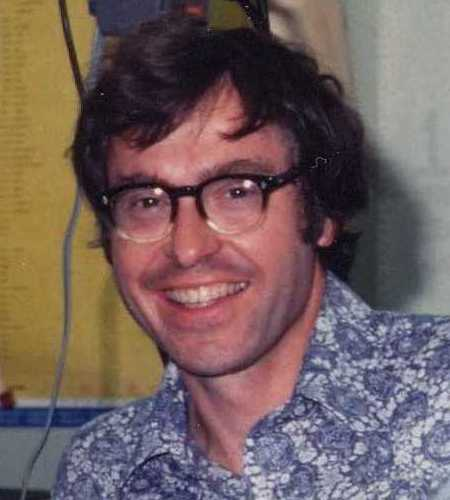
Chadwick Tolman 1976

Chadwick A. Tolman (* 1938 in Salt Lake City; † 6. April 2024) war ein amerikanischer Chemiker.

## Leben
Seinen Bachelor of Science in Chemie machte er am Massachusetts Institute of Technology. Später promovierte er als Mikrowellenspektroskopiker an der University of California, Berkeley unter Leitung von William Dulaney Gwinn.
1965 begann er bei DuPont Central Research zu arbeiten. In seinen frühen Arbeiten beschäftigte er sich mit späten Übergangsmetallverbindungen mit Phosphanliganden. Während dieser Zeit entwickelte er den nach ihm benannten Tolman Kegelwinkel sowie den Tolman Electronic Parameter. 1972 schlug er die ebenfalls nach ihm benannte 16-und-18-Elektronen-Regel vor, in der er Irving Langmuirs 18-Elektronen-Regel erweiterte um viele Beispiele an stabilen, quadratisch planaren d8-Komplexen einzubeziehen. In späteren Arbeiten beschäftigte er sich mit der Aktivierung von C–H-Bindungen durch Übergangsmetallkomplexe und der freien radikalischen Oxidation von Cyclohexan zur Produktion von Adipinsäure, einem Zwischenprodukt der Nylonproduktion.
Weiterhin war Chadwick Tolman bei der Gründung der Delaware Science Alliance behilflich und macht bei DuPont ein Jahr Pause, um als Chef des Koordinationskomitees die Vereinigung selbsttragend zu machen. Das primäre Ziel der Science Alliances lag in der Kontaktknüpfung von Wissenschaftlern, die sich für Lehre interessierten, mit Lehrern, die im Klassenraum nach Unterstützung suchten. Die dazu geschaffenen Programme beinhalteten eine Wissenschaftsolympiade an Elementary Schools, Workshops für freiwillige und Elementary-School-Lehrer, Sommerstipendien in der lokalen Industrie für Lehrer der Secondary und Klassenraumbesuche und -vorführungen von Industriewissenschaftlern.
Nach seinem Ausscheiden bei DuPont 1996 unterrichtete Tolman für ein Jahr am Delaware Technical & Community College und der University of Delaware, bevor er der National Science Foundation als Programmverantwortlicher der Chemieabteilung beitrat. Anschließend folgten zwei weitere Jahre bei der National Academy of Science in der Abteilung für Earth and Life Sciences. Dort beschäftigte er sich mit Luftverschmutzung und Luftqualitätsmanagement.
Tolman verfolgte den Klimawandel über 20 Jahre und kommunizierte darüber, beispielsweise in seinem monatlichen Blog Climate Change News. Außerdem wirkte er beim Statement of Conscience on the Threat of Global Warming/Climate Change der Unitarian Universalist Association mit, das bei der Generalversammlung 2006 übernommen wurde.
Tolman arbeitete bei einer Vielzahl an Beratergremien mit. So saß er dem Energiekomitee des Delaware Ortsverbands des Sierra Clubs vor und war Mitglied des Advocacy Committee der Delaware Nature Society. Außerdem war er im Energiekomitee der Delaware League of Women Voters und in der Klimawandel-Task-Force der U.S. League of Women Voters, wo er bei der Erstellung eines Toolkits für Klimawandelaktionen mitwirkte. Weiterhin war er im Beratungskomitee zur Senkung des Treibhausgasausstoßes sowie im Beratungskomitee zum Meeresspiegelanstieg beim Staat Delaware.
Tolman wurde beim jährlichen Meeting der Delaware Audubon Society am 9. Oktober 2009 der Delaware Audubon Conservation Award verliehen.
Chadwick Tolman war Großvater von sechs Enkelkindern. Er starb am 6. April 2024 im Alter von 85 Jahren.